# Kappler-Gürteltier
Das Kappler-Gürteltier, auch Kappler-Weichgürteltier (Dasypus kappleri) genannt, ist eine Art der Langnasengürteltiere. Es handelt sich um einen der größten Vertreter der Gürteltiere. Charakterisierende Kennzeichen finden sich in den sieben bis acht beweglichen Bändern zwischen den starren Teilen des Rückenpanzers sowie in den fünf Zehen am Vorderfuß. Die Tiere kommen im nordöstlichen Südamerika vor. Dort sind im Bergland von Guayana sowie im östlichen und nordöstlichen Teil des Amazonasbeckens verbreitet. Sie bewohnen überwiegend tropische Regenwälder und graben unterirdische Baue. Die Lebensweise ist ansonsten wenig erforscht. Die Erstbeschreibung der Art erfolgte im Jahr 1862. Ursprünglich galt sie als umfassender und wurde daher auch für den restlichen Teil des Amazonasbeckens sowie für einen Teil des Einzugsgebietes des Orinoco angenommen. In mehreren anatomischen und genetischen Studien der 2010er Jahre stellte sich das Kappler-Gürteltier als Artkomplex heraus, woraus folgend das Ostamazonien- und das Westamazonien-Gürteltier abgespalten wurden. Der Bestand gilt als nicht gefährdet.

## Merkmale

### Habitus
Das Kappler-Gürteltier ist mit einer Gesamtlänge von 96 cm eine der größten Arten der Langnasengürteltiere, etwa vergleichbar zu den nahe verwandten Ostamazonien- (Dasypus neniensis) und Westamazonien-Gürteltier (Dasypus pastasae). Innerhalb der Gürteltiere werden die drei Vertreter nur noch vom Riesengürteltier (Priodontes maximus) übertroffen. Anhand von 53 untersuchten Individuen aus Französisch-Guayana beträgt die Kopf-Rumpf-Länge 50 bis 64 cm und die Schwanzlänge 29 bis 48 cm. Der Schwanz entspricht damit rund 75 bis 79 % der Körperlänge. Die Schulterhöhe liegt bei 26 bis 32,5 cm, das Gewicht variiert von 7,2 bis 13 kg. Der Kopf ist langgestreckt und besitzt einen trapezförmigen Schild auf der Stirn, geformt aus unregelmäßig gestalteten Knochenplättchen, sogenannte Osteoderme. Entsprechend zum Westamazonien- und zum Ostamazonien-Gürteltier schließt der Kopfschild hinten eher gerade ab, während er sich bei den anderen Angehörigen der Langnasengürteltiere nach außen wölbt. Die Ohren erreichen etwa 2,8 bis 7,5 cm Länge und sind in der Mitte relativ breit sowie am oberen Ende leicht zugespitzt.
Der hohe Rückenpanzer besteht aus einem festen Schulter- und Beckenteil, die beide aus mehreren Reihen von Knochenschildchen mit rundlicher Ornamentierung von etwa 0,8 cm Durchmesser aufgebaut sind. Dabei kann die letzte Reihe des Schulterpanzers 61 bis 71 Knochenplättchen aufweisen und damit verhältnismäßig mehr als beim Westamazonien- und beim Ostamazonien-Gürteltier. Zwischen diesen liegen sieben bis neun, häufig acht bewegliche und durch Hautlappen miteinander verbundene Bänder aus dreieckig gemusterten Knochenplättchen von 0,6 bis 0,7 cm Breite und 0,8 bis 1,2 cm Länge, wobei das mittlere (vierte) Band aus 53 bis 62, durchschnittlich 55 dieser Plättchen aufgebaut ist. Die Anzahl entspricht weitgehend der des Westamazonien-Gürteltiers, ist aber geringer als beim Ostamazonien-Gürteltier. Die Oberfläche des Rückenpanzers wirkt flach im Unterschied zu den beiden nahe verwandten Formen, bei denen diese durch zentral erhöhte Osteoderme rau erscheint. Weiterhin finden sich am langen und an der Basis sehr breiten Schwanz noch bis zu 15 ringförmige Knochenbildungen, von denen die vorderen gekielte Knochenplättchen aufweisen. Beim Westamazonien- und zum Ostamazonien-Gürteltier sind hier die Osteoderme abgeflacht. Die ringförmige Panzerung bedeckt 76 bis 85 % der gesamten Schwanzlänge, im Vergleich zu den beiden verwandten Formen ist dies verhältnismäßig weniger. Der Bauch wird ebenfalls von Knochenplättchen bedeckt, diese sind jedoch nicht so dicht verteilt. Zusätzlich kommt ein dünnes Haarkleid vor. Der Panzer des Kappler-Gürteltiers ist zumeist einheitlich grau oder braungrau gefärbt, manchmal zeigt sich die Rückenseite dunkler, während die Seitenflächen gelblich aufgehellt erscheinen.
Die Beine sind kurz und enden hinten in fünf und vorne in vier Strahlen. Die Ausbildung eines rudimentären fünften Strahls an den Vorderfüßen findet sich ebenfalls beim Westamazonien- und beim Ostamazonien-Gürteltier, setzt die drei Arten aber von den übrigen Langnasengürteltieren mit ihren vier Zehen ab. Alle Zehen tragen kräftige Klauen, jene des Vorderfußes sind am stärksten ausgeprägt und erreichen bis zu 3,2 cm Länge. Auf dem Knie treten als besonderes Merkmal des Kappler-Gürteltiers zwei Reihen von Knochenplättchen auf, die gut 1,7 cm lang werden und am unteren Ende krallenartig frei hervorragen. Die Hinterfußlänge beträgt 7,8 bis 14,8 cm.

### Skelettmerkmale

Schädel und Unterkiefer des Kappler-Gürteltiers

Der Schädel ist 11,1 bis 13,5 cm lang, der Durchschnittswert für zwei Dutzend vermessene Individuen beträgt 12,8 cm. Er besitzt ein deutlich ausgezogenes Rostrum. Dieses nimmt mit 6,9 bis 8,8 cm etwa 62 bis 67 % der Gesamtlänge des Schädels ein, was deutlich mehr ist als bei anderen Langnasengürteltieren mit Ausnahme des Pelzgürteltiers. Die Jochbögen kragen 4,3 bis 5,4 cm auseinander. Die Stirnlinie zeigt wie bei fast allen Langnasengürteltieren einen geschwungenen bis sinusartigen Verlauf. Am Gaumen ragen die Seitenränder ähnlich wie beim Westamazonien-Gürteltier auf, sind beim Kappler-Gürteltier aber zusätzlich noch geschwollen. Die Zähne ähneln nicht denen der heutigen Säugetiere, sondern stellen molarenartige Zahnbildungen ohne Zahnschmelz dar. Von diesen besitzt das Kappler-Gürteltier sieben bis acht in jedem Ober- und sieben bis neun in jedem Unterkieferbogen, insgesamt 28 bis 34. Die obere Zahnreihe ist zwischen 2,5 und 3,4 cm lang, die untere zwischen 2,8 und 3,5 cm. Der Unterkiefer wird 8,7 bis 10,6 cm lang und am Kronenfortsatz 2,5 bis 3,3 cm hoch. Am unteren Vorderbein weist die Ulna ein sehr großes oberes Gelenk auf, das sogenannte Olecranon. Dieses wird bei einer Gesamtlänge des Knochens von 9,3 cm gut 3,7 cm lang. Solche großen Gelenkausbildungen an den unteren Vordergliedmaßen sind typisch für Tiere mit grabender Lebensweise.

## Verbreitung und Lebensraum

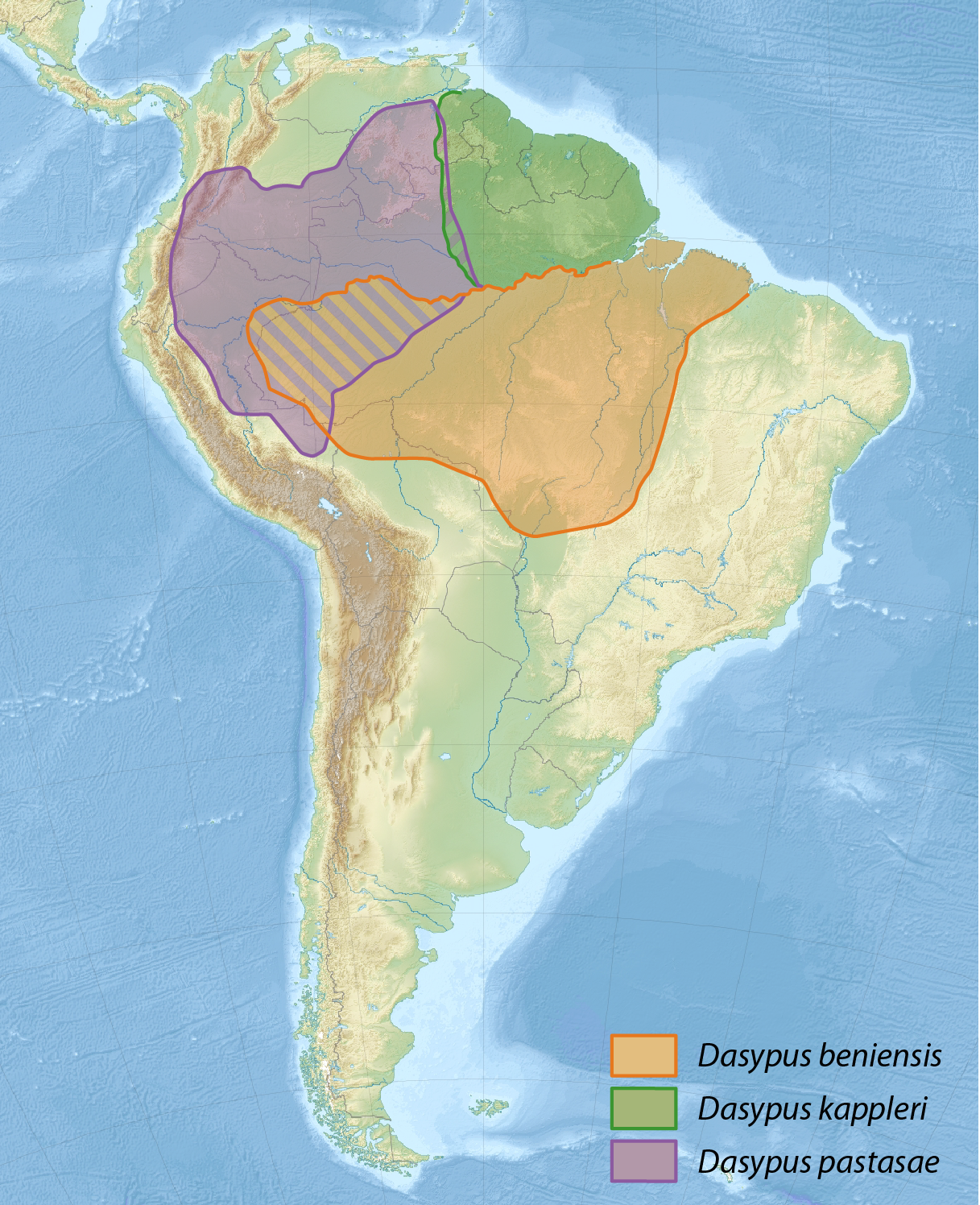
Verbreitungsgebiet des Kappler-Gürteltier-Artkomplexes, das Vorkommen des Kappler-Gürteltiers ist grün markiert

Das Verbreitungsgebiet des Kappler-Gürteltiers umfasst das nordöstliche Südamerika. Es kommt im gesamten Bergland von Guayana vom östlichen Venezuela ostwärts bis nach Französisch-Guayana vor. Zusätzlich ist es im nördlichen Brasilien im Nordteil des Amazonasbeckens anwesend. Die Grenzen werden hier im Süden durch den Unterlauf des Amazonas und im Westen durch den Rio Negro und den Rio Branco gebildet. Der Lebensraum stellen tropische Regenwälder und Bergwälder dar, die Tiere meiden aber Sekundärwälder und vom Menschen beeinflusste Regionen. Die Populationsdichte ist eher gering. Für den Río Sinnamary in Französisch-Guayana wird sie mit 0,17 Individuen je Quadratkilometer angegeben. Die Gürteltierart tritt sympatrisch mit dem Neunbinden-Gürteltier (Dasypus novemcinctus) auf, ist aber möglicherweise seltener. Ebenso überschneidet sich die Verbreitung mit der des Riesengürteltiers und im östlichen Venezuela zusätzlich mit der des Westamazonien-Gürteltiers.

## Lebensweise
Die Lebensweise des Kappler-Gürteltiers ist kaum erforscht. Es lebt weitgehend als nachtaktiver Einzelgänger und gräbt unterirdische Baue in den meist feuchten Boden der Regenwälder. Vor allem in den nur wenig überfluteten Terra-Firme-Wäldern des Amazonasbeckens werden diese meist in leichten Hanglagen angelegt und befinden sich häufig in gut durchlässigen Böden in Flussnähe. Die Baue haben in der Regel zwei Eingänge, welche etwa 25 cm breit und 14 cm hoch sind, es gibt aber nur wenige Unterschiede zu den Bauen anderer Gürteltierarten dieser Region. In der Kammer im Bau befindet sich ein Nest aus Pflanzenmaterial, das überwiegend aus Blättern und Pseudostämmen besteht. Mit den abstehenden krallenartigen Knochenplättchen der Hinterbeine vermag sich ein Tier bei Gefahr in den Gängen der Baue festzukrallen.
Über die Ernährungsweise und die Fortpflanzung ist relativ wenig bekannt. Ein Weibchen bringt in der Regel zwei Jungtiere pro Wurf zur Welt. Die Geburten finden meist in der Trockenzeit statt.
Beobachtungen zu Fressfeinden liegen nicht vor. Tiere in Gefahr sondern einen stechenden, moschusartigen Geruch ab. Als äußere Parasiten sind weitgehend Zecken der Gattung Amblyomma belegt. Berichte zu inneren Parasiten beziehen sich unter anderem auf den Einzeller Babesia.

## Systematik
Das Kappler-Gürteltier ist eine Art aus der Gattung der Langnasengürteltiere (Dasypus), welche wenigstens acht weitere Vertreter einschließen. Die Langnasengürteltiere wiederum werden der Gruppe der Gürteltiere (Dasypodia) zugeordnet. Innerhalb dieser formt die Gattung Dasypus eine eigene Familie, die Dasypodidae, die als rezent monotypisch gilt, jedoch noch einige weitere Fossilformen enthält, so unter anderem Stegotherium und Propraopus. Molekulargenetische Untersuchungen datieren die Trennung der Dasypodidae von der Linie der anderen Gürteltiere, die allesamt in der Familie der Chlamyphoridae zusammengefasst sind, in das Mittlere Eozän vor rund 45 Millionen Jahren. Eine stärkere Diversifizierung der Langnasengürteltiere setzte im Mittleren Miozän vor rund 10 Millionen Jahren ein. In diesem Prozess entstanden drei größere Linien, von denen eine zu dem Artkomplex um das Kappler-Gürteltier, eine zu dem des Siebenbinden-Gürteltiers (Dasypus septemcinctus) und die dritte zu jenem des Neunbinden-Gürteltiers (Dasypus novemcinctus) einschließlich des Pelzgürteltiers (Dasypus pilosus) führte. Zur Artengruppe des Kappler-Gürteltiers werden das Westamazonien-Gürteltier (Dasypus pastasae) und das Ostamazonien-Gürteltier (Dasypus beniensis) gezählt. Erstere beiden stellen Schwesterarten dar, deren Trennung voneinander im Altpleistozän vor etwa 1,15 Millionen Jahren stattfand. Ihr genetischer Abstand zueinander beträgt 1,6 %. Das Ostamazonien-Gürteltier hatte sich schon zu Beginn des Pliozäns vor rund 4,9 Millionen Jahren als eigenständige Linie abgesetzt, es unterscheidet sich genetisch daher um 5,7 bis 6,9 %. Der Artkomplex um das Kappler-Gürteltier bildet eine eigenständige Untergattung, die als Hyperoambon bezeichnet wird. Diese war von Wilhelm Peters im Jahr 1864 aufgrund der Gestaltung des Gaumenbeins und eines vorhandenen fünften Zehs am Vorderfuß eingeführt worden. Ersteres Merkmal ist namensgebend, da sich die Bezeichnung von den griechischen Worten ὑπερῴα (hyperoa) für „Gaumen“ und ἄμβων (ambon) für einen „erhöhten Rand“ ableitet.

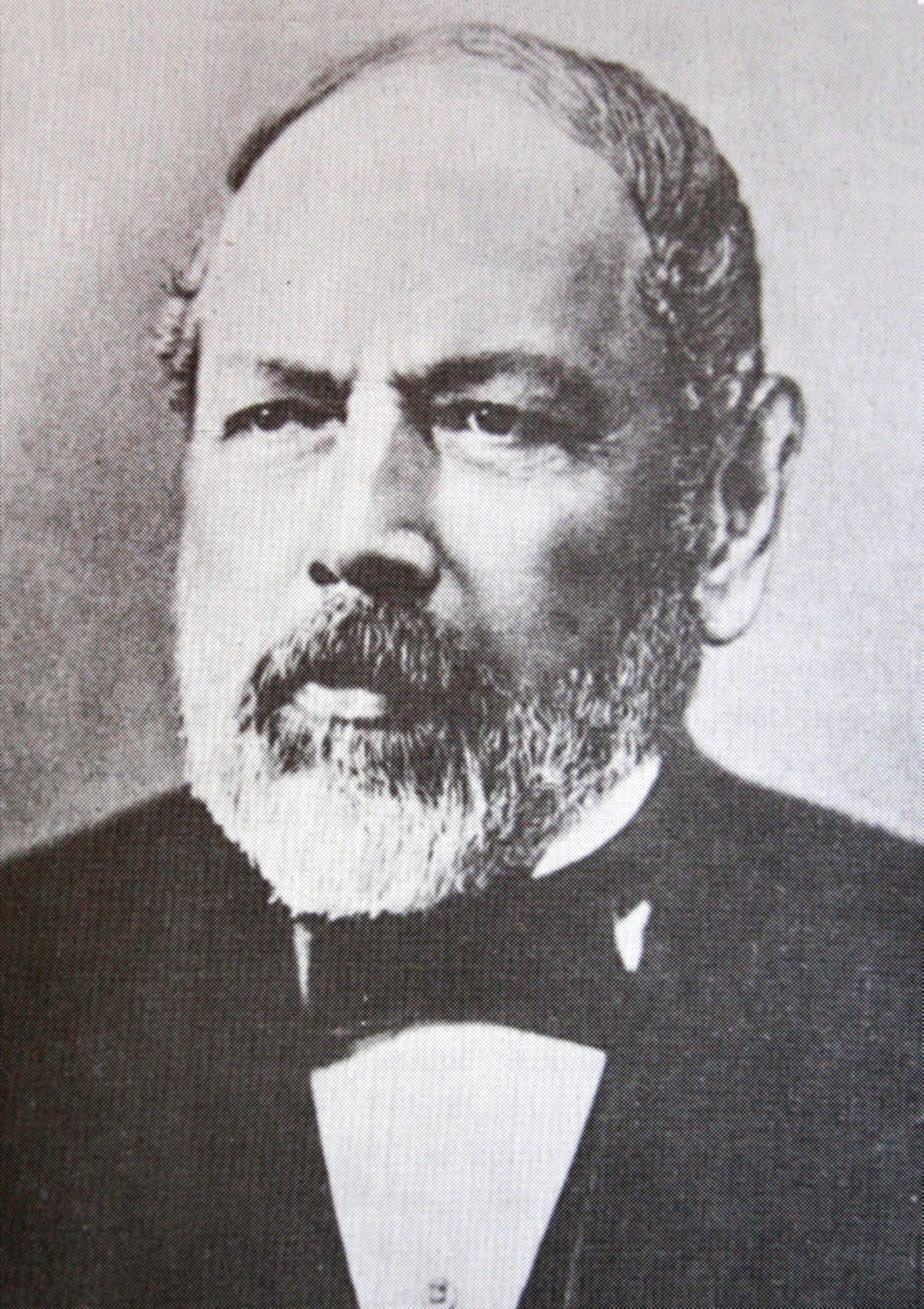
Christian Ferdinand Friedrich von Krauss

Als frühe Erwähnungen des Kappler-Gürteltiers gelten die Beschreibungen von Hermann Burmeister aus den Jahren 1848 und 1854, worin er eine Gürteltierform aus Guyana vorstellte und deutlich vom damals bekannten Neunbinden-Gürteltier abhob. Seine verwendete wissenschaftliche Bezeichnung Dasypus peba ist aber ungültig, da sie bereits zuvor von Anselme Gaëtan Desmarest für das Neunbinden-Gürteltier genutzt worden war. Die heute anerkannte wissenschaftliche Erstbeschreibung geht daher auf Christian Ferdinand Friedrich von Krauss aus dem Jahr 1862 zurück. Krauss hatte dafür vier Tierpräparate und Schädel aus dem Naturalienkabinett von Stuttgart und aus dem zoologischen Museum von Tübingen zur Verfügung. Die Exemplare aus dem Naturalienkabinett waren ihm von August Kappler aus Surinam zur Verfügung gestellt worden, wo sie vom Fluss Maroni stammten, der Typuslokalität der Art. Kappler war ein deutschstämmiger Soldat und Naturforscher, ihm zu Ehren benannte Krauss die Art kappleri. Im Jahr 1864 beschrieb Wilhelm Peters anhand eines Exemplars aus Guyana und unabhängig von Krauss das Kappler-Gürteltier unter dem Namen Dasypus pentadactylus erneut, im gleichen Bericht verwies er seine neue Art zur ebenfalls seinerseits neu benannten Gattung Hyperoambon. Der Artname wird heute als synonyme Bezeichnung zu Dasypus kappleri angesehen.
In der Vergangenheit wurden zumeist zwei Unterarten des Kappler-Gürteltiers anerkannt: Zum einen die Nominatform D. k. kappleri, benannt durch von Krauss, zum anderen D. k. pastasae, welches im Jahr 1901 von Oldfield Thomas anhand eines Exemplars vom Oberlauf des Río Pastaza in Ecuador als Tatu pastasae wissenschaftlich eingeführt worden war. Letztere Form war etwas kleiner als erstere. Thomas verglich sie mit dem Kappler-Gürteltier, das er als sehr ähnlich empfand, stellte aber neben einzelnen schädelmorphologischen Unterschieden auch Abweichungen in der Gestalt der Knochenplättchen am Panzer heraus. So zeigten diese am Beckenschild eine unregelmäßige Form und hatten eine aufgeraute Oberfläche. Zudem waren die Osteoderme der vorderen Panzerringe eher abgeflacht. Die Unterart D. k. pastasae schloss eine weitere Form ein, welche Einar Lönnberg im Jahr 1942 als Dasypus kappleri beniensis unter Berufung auf ein weibliches Tier von insgesamt 95 cm Länge vom Zusammenfluss des Río Madre de Dios mit dem Río Beni etabliert hatte. Diese sollte etwas größer als die Nominatform sein, im Weiteren aber D. k. pastasae ähneln, welches von Lönnberg bereits 1928 in den Unterartenstatus des Kappler-Gürteltiers verschoben worden war. Durch die Einbeziehung dieser vermeintlichen Varianten erweiterte sich das Vorkommen des Kappler-Gürteltiers vom Bergland von Guayana auf das gesamte Amazonasbecken sowie Teile des Einzugsgebietes des Orinoco und erreichte eine Gesamtgröße von 5,5 Millionen Quadratkilometer.
Eine im Jahr 2016 veröffentlichte morphologische Studie an 70 Individuen aus dem gesamten Verbreitungsgebiet des Kappler-Gürteltiers kam zum Schluss, dass dieses in der vorliegenden umfassenden Form als Artkomplex aufzufassen ist, der aus wenigstens drei Vertretern besteht. Die Autoren der anatomisch basierten Untersuchung, Anderson Feijó und Pedro Cordeiro-Estrela, teilten daher das Kappler-Gürteltier im weiteren Sinne auf. Hiernach beschränkt sich das eigentliche Kappler-Gürteltier (Dasypus kappleri) auf das nördliche Brasilien nördlich des unteren Amazonas und auf die Region von Französisch-Guayana bis in das östliche Venezuela. Davon abgetrennt erstreckt sich das Verbreitungsgebiet des Westamazonien-Gürteltiers (Dasypus pastasae) am Fuß der Anden im östlichen Peru sowie in Ecuador entlang und dehnt sich bis in das westliche Brasilien zum Rio Madeira und Rio Branco ebenso wie nach Venezuela aus, wobei es sich hier mit dem Vorkommen von Dasypus kappleri überschneidet. Das Ostamazonien-Gürteltier (Dasypus beniensis) tritt wiederum in Brasilien südlich des Unterlaufs des Amazonas und in Bolivien auf. Eine umfangreiche skelettanatomische  Studie aus dem Jahr 2018 wiederholte diese Auffassung. Die Aufteilung wurde von einem größeren Teil der Forscher aufgrund fehlender genetischer Untersuchungen vorerst abgelehnt, jedoch konnten diese im Jahr 2019 nachgeliefert werden und die Aufspaltung des Kappler-Gürteltiers in drei Arten untermauern. Nachfolgende Studien übernahmen daher nach und nach das Ergebnis.

## Stammesgeschichte
Fossilfunde, die einige Panzerreste umfassen und aufgrund ihrer Robustizität dem Kappler-Gürteltier entsprechen können, sind aus dem späten Pleistozän bekannt und stammen vom Arroio Chuí bei Santa Vitória do Palmar im südlichen Brasilien. Diese Fundregion gehört heute nicht zum Verbreitungsgebiet der Gürteltierart. Darüber hinaus trat etwa zeitgleich mit Dasypus punctatus ein enger verwandter, heute ausgestorbener Vertreter auf, der ebenfalls im heutigen Brasilien nachgewiesen wurde. Aus genetischer Sicht steht Dasypus bellus dem Kappler-Gürteltier nahe. Diese gleichfalls ausgestorbene und relativ große Form ist allerdings nur aus dem Pleistozän von Nordamerika bekannt.

## Bedrohung und Schutz
Die IUCN betrachtet das Kappler-Gürteltier noch als Artkomplex und bezieht dadurch das Westamazonien- und das Ostamazonien-Gürteltier in die Gefährdungseinschätzung mit ein. Eine größere Bedrohungen des Bestandes des Kappler-Gürteltiers im weiteren Sinne besteht laut der Naturschutzorganisation nicht. Aufgrund der weiten Verbreitung listet die IUCN die umfassende Art als „nicht gefährdet“ (least concern). In einigen Gebieten wird das Kappler-Gürteltier als Nahrungsressource gejagt, allerdings ist der dadurch entstehende Jagddruck nicht sehr hoch. Eine Untersuchung, die von 1993 bis 1994 über ein Jahr lief, ergab, dass unter anderem die damals rund 800 Personen umfassende Waimiri-Atroari-Volksgruppe des zentralen Amazonastieflandes innerhalb dieses Zeitraumes insgesamt 52 Langnasengürteltiere erlegten, darunter 44 Kappler-Gürteltiere. Das Gesamtgewicht der erjagten Gürteltiere umfasste 452 kg (darunter 440 kg vom Kappler-Gürteltier), was einen Anteil von rund 1 % der gesamten, über das Jahr erlegten Biomasse ausmachte. Zu ähnlichen Ergebnissen kommt eine Studie über einzelne Volksgruppen in Französisch-Guayana. Stärker und deutlich negativer auf den Bestand wirkt sich vor allem die Zerstörung der Regenwälder aus. Gelegentlich werden auch einzelne Tiere bei Verkehrsunfällen getötet. Das Kappler-Gürteltier ist in mehreren Naturschutzgebieten vertreten, so unter anderem im großen Guayana-Nationalpark.